# راضي (عزبة)
عزبة راضى قرية تابعة لمركز السادات في محافظة المنوفية في جمهورية مصر العربية.